# قائمة حلقات أنمي كاغويا-ساما: الحب حرب

ملصق الموسم الأول من أنمي كاغويا-ساما: الحب حرب

كاغويا ساما: الحب حرب هو أنمي تلفزيوني مبني على مانغا تحمل نفس الاسم من تأليف ورسوم أكا أكاساكا [الإنجليزية] أعلن دار نشر شوئيشا عن إنتاجه يوم 1 يونيو 2018، الأنمي من تنفيذ ستوديو أي-1 بيكتشرز وإخراج «شينيتشي أوماتا» تحت الاسم المستعار «مامورو هاتاكياما»، تولى كتابة النصوص والسيناريو «ياسوهيرو ناكانيشي»، وتصميم الشخصيات «يوكو ياهيرو» والإخراج الصوتي «أكيتاغاوا»، بينما ألحان الموسيقى من قبل «كيه هانيوا»، عُرض الأنمي في اليابان بين (12 يناير-30 مارس) عام 2019 على المحطات (تلفزيون ام بي اس، تلفزيون طوكيو، بي اس 11، تلفزيون غونما، تلفزيون توتشيغي، تلفزيون تشوكيو [الإنجليزية]، تلفزيون نيغاتا [الإنجليزية])، وتكون من 12 حلقة، حصلت أنبليكس أمريكا [الإنجليزية] على حقوق عرض المسلسل في أمريكا الشمالية، كما تم بثه على كرنشيرول وهولو وفنيميشن-ناو، كما عرض في أستراليا ونيوزلندا من قبل «أنمي لاب»، في جنوب شرق أسيا تم ترخيصه من قبل ميوس للإتصالات [الإنجليزية] وعرضه على نتفليكس.
في 19 أكتوبر 2019، أعلن عن موسم ثاني للأنمي بعنوان «كاغويا-ساما: الحب حرب؟» من تنفيذ وتمثيل الطاقم نفسه، عرض بين (11 أبريل-27 يونيو) عام 2020 على المحطات اليابانية (تلفزيون ام بي اس، تلفزيون طوكيو، بي اس 11، تلفزيون غونما، تلفزيون توتشيغي، تلفزيون نيغاتا [الإنجليزية]، وخدمة تلفزيون أبيما [الإنجليزية])، تلقى الموسم الجديد عرض أول عالمي في مهرجان أنمي سيدني [الإنجليزية] يوم 8 مارس 2020 قبل بثه تلفزيونياً في اليابان، حصلت فنيميشن على حقوق البث الحصرية للأنمي في أواخر شهر مارس وبدأت بعرضه مدبلجاً بالإنجليزية يوم 25 يوليو ثم أطلقت دبلجة الموسم الأول في وقت لاحق، في جنوب شرق آسيا قامت شركة ميوس للإتصالات [الإنجليزية] ببث الأنمي على نتفليكس.
في يوم 25 أكتوبر 2020، صدر إعلان متزامن عن إنتاج حلقات أوفا مع موسم ثالث خلال الحدث الخاص المسمى «كاغويا-ساما ترغب بالتحدث إليكم على المسرح»، سيتم نشر ثلاث حلقات أوفا ملحقةً بالمجلد رقم 22 للمانغا الذي سيصدر يوم 19 مايو 2021.

أعلن يوم 21 أكتوبر 2021 رسميًا عن موسم ثالث للأنمي بعنوان «كاغويا-ساما: الحب حرب -روماسية مضاعفة-» بنفس طاعم العمل والأداء، بدأ عرض الموسم الثالث تلفزيونيًا بين (9 أبريل-25 يونيو) 2022 متكونًا من 13 حلقة، قام المغني ماسايوكي سوزوكي [الإنجليزية] أيضًا بأداء أغنية مقدمة الموسم الثالث والتي بعنوان "بالكاد" (ギリギリ، Giri Giri) بالإشتراك مع المغنية «سوو» من فرقة سايلنت سايرن [الإنجليزية]، بينما أغنية النهاية التي تحمل الإسم "القلب عاجز" (ハートはお手上げ، Heart wa Oteage) من أداء آيري سوزوكي، إحتوت الحلقة الخامسة من الأنمي على أغنية نهاية مختلفة بعنوان «واقعيتي» (My Nonfiction) من أداء كل من مؤدي الأصوات ماكوتو فوروكاوا عن شخصية «ميوكي شيروغاني» وكونومي كوهارا [الإنجليزية] عن شخصية «تشيكا فوجيوارا».

## نظرة عامة
| الموسم | الموسم | الحلقات | الحلقات | البث الأصلي   | البث الأصلي   |
| الموسم | الموسم | الحلقات | الحلقات | البث الأول    | البث الأخير   |
| ------ | ------ | ------- | ------- | ------------- | ------------- |
|        | 1      | 12      | 12      | 12 يناير 2019 | 30 مارس 2019  |
|        | 2      | 12      | 12      | 11 أبريل 2020 | 27 يونيو 2020 |
|        | 3      | 13      | 13      | 9 أبريل 2022  | 25 يونيو 2022 |

## الموسم الأول
| القصة | الحلقة | العنوان | المخرج                                         | الكاتب            | تاريخ العرض الأصلي |
| ----- | ------ | --- | ---------------------------------------------- | ----------------- | ------------------ |
| 1     | 1      | «سأجعلك تدعوني لحضور فيلم» 映画に誘わせたい كاغويا تريد أن توقفها かぐや様は止められたい كاغويا تريد أن تقترح طعامها かぐや様はいただきたい                                                                       | يوجيرو آبي                                     | ياسوهيرو ناكانيشي | 12 يناير 2019      |
| 2     | 2      | «كاغويا تريد تبادل معلومات الإتصال» かぐや様は交換したい "فوجيوارا تريد الخروج" 藤原ちゃんは出かけたい "شيروغاني ميوكي يريد إخفاءه" 白銀御行は隠したい                                                            | تارو كوبو                                      | ياسوهيرو ناكانيشي | 19 يناير 2019      |
| 3     | 3      | «شيروغاني ميوكي لم يفعلها بعد» 白銀御行はまだしてない "كاغويا تريده أن يخمن بشكل صحيح" かぐや様は当てられたい "كاغويا تريد أن تتمشى" かぐや様は歩きたい                                                           | إيسونو                                         | يوكيه سوغاوارا    | 26 يناير 2019      |
| 4     | 4      | «كاغويا تريد المودة» かぐや様は愛でたい "مجلس الطلبة يريد أن يكون صاحب الكلمة" 生徒会は言わせたい "كاغويا تريد جعله يرسله" かぐや様は送らせたい "شيروغاني ميوكي يريد التحدث" 白銀御行は話したい                   | ماساكي أوتسونوميا                              | يوكيه سوغاوارا    | 2 فبراير 2019      |
| 5     | 5      | «كاغويا تريد التعامل مع الأمر» かぐや様はこなしたい "ميوكي شيروغاني يريد أن يستعرض" 白銀御行は見せつけたい "كاغويا تريد أن تكون مغطاة" かぐや様は差されたい                                                       | تسويوشي توبيرا                                 | ياسوهيرو ناكانيشي | 9 فبراير 2019      |
| 6     | 6      | «يو إيشيغامي يريد أن يعيش» 石上優は生き延びたい "تشيكا فوجيوارا تريد إختبارهم" 藤原千花はテストしたい "كاغويا تريد أن تتم ملاحظتها" かぐや様は気づかれたい                                                        | تاكايوكي كيكوتشي                               | يوكيه سوغاوارا    | 16 فبراير 2019     |
| 7     | 7      | «ميوكي شيروغاني يريد أن يعمل» 白銀御行は働きたい "كاغويا تريد منه الإنضمام" かぐや様は入れたい "كاغويا تريد أن تقاوم" かぐや様は堪えたい                                                                          | يوجيرو آبي                                     | ياسوهيرو ناكانيشي | 23 فبراير 2019     |
| 8     | 8      | «كاغويا تريدها أن تقول ذلك» かぐや様は呼ばせたい "ميوكي شيروغاني لا يمكن أن يخسر" 白銀御行は負けられない "يو إيشيغامي يغلق عينيه" そして石上優は目を閉じた                                                        | تارو كوبو                                      | ياسوهيرو ناكانيشي | 2 مارس 2019        |
| 9     | 9      | «كاغويا تريد إعطاء هدية» かぐや様は送りたい "تشيكا فوجيوارا تريد زيارة مريض" 藤原千花は見舞いたい "عن كاغويا شينوميا، جزء1" 四宮かぐやについて①                                                                   | ماساكازو أوبارا [الإنجليزية]                   | يوكيه سوغاوارا    | 9 مارس 2019        |
| 10    | 10     | «كاغويا لن تسامحه» かぐや様は許せない "كاغويا تريد مسامحته" かぐや様は許したい "ميوكي شيروغاني يريد الذهاب إلى مكان ما" 白銀御行は出かけたい                                                                      | تسويوشي توبيرا                                 | ياسوهيرو ناكانيشي | 16 مارس 2019       |
| 11    | 11     | «آي هاياساكي تريد الغوص» 早坂愛は浸かりたい "تشيكا فوجيوارا تريد حقاً أكله" 藤原千花は超食べたい "ميوكي شيروغاني يريد لقاءك" 白銀御行は出会いたい "لا يمكنني سماع الألعاب النارية، جزء1" 花火の音は聞こえない 前編 | أيا إكيدا                                      | ياسوهيرو ناكانيشي | 23 مارس 2019       |
| 12    | 12     | «لا يمكنني سماع الألعاب النارية، جزء2» 花火の音は聞こえない 後編 "كاغويا لا تريد تجنبه" かぐや様は避けたくない | تاكايوكي كيكوتشي مامورو هاتاكياما [الإنجليزية] | يوكيه سوغاوارا    | 30 مارس 2019       |

## الموسم الثاني
| القصة | الحلقة | العنوان | المخرج           | الكاتب            | تاريخ العرض الأصلي |
| ----- | ------ | --- | ---------------- | ----------------- | ------------------ |
| 13    | 1      | «آي هاياساكا تريد منعهم»早坂愛は防ぎたい "مجلس الطلبة لم يحقق النيرفانا" 生徒会は神ってない "كاغويا تريد أن تتزوج" かぐや様は結婚したい "كاغويا تريد الإحتفال" かぐや様は祝いたい                                       | تسويوشي توبيتا   | ياسوهيرو ناكانيشي | 11 أبريل 2020      |
| 14    | 2      | «كاغويا تريد أن تعرف»かぐや様は聞き出したい "كاغويا تريد إعطاء هدية" かぐや様は贈りたい "تشيكا فوجيوارا تريد التحقق منه" 藤原千花は確かめたい                                                                           | تارو كوبو        | ياسوهيرو ناكانيشي | 18 أبريل 2020      |
| 15    | 3      | «ميوكي شيروغاني يريد التحديق في القمر»白銀御行は見上げたい "مجلس الطلبة الـ67" 第67期生徒会 "كاغويا لا تريد البوح" かぐや様は呼びたくない                                                                               | يوجيرو آبي       | يوكيه سوغاوارا    | 25 أبريل 2020      |
| 16    | 4      | «آي هاياساكا تريد إسقاطه لأجلها»早坂愛はオトしたい "كاغويا-ساما تريد الإعتراف" かぐや様は告ら“れ”たい "ميكو إينو تريد تصحيح الأمور" 伊井野ミコは正したい                                                                | أيا إكيدا        | يوكيه سوغاوارا    | 2 مايو 2020        |
| 17    | 5      | «ميوكي شيروغاني يريد أن يكون شعبياً بين النساء»白銀御行はモテたい "ناغيسا كاشيواغي تريد مواساة" 柏木渚は慰めたい "ميوكي شيروغاني يريد أن يغني" 白銀御行は歌いたい "كاغويا-ساما تريد إسقاط خصومها" かぐや様は蹴落としたい | تاكايوكي كيكوتشي | ياسوهيرو ناكانيشي | 9 مايو 2020        |
| 18    | 6      | «لا أريد جعل ميكو إينو تبتسم»伊井野ミコを笑わせない "أريد جعل ميكو إينو تبتسم" 伊井野ミコを笑わせたい "لم يتم الإتصال بكاغويا-ساما" かぐや様は呼ばれない                                                                | كونياسو نيشينا   | ياسوهيرو ناكانيشي | 16 مايو 2020       |
| 19    | 7      | «كاغويا-ساما تريد خلع ملابسه»かぐや様は脱がせたい "كاغويا-ساما تريد جعله يذهب" かぐや様は出させたい "ميوكي شيروغاني يريد جعلها تقرأ" 白銀御行は読ませたい "كاغويا-ساما♡الحديقة المائية" かぐや様♡アクアリウム           | أيا إكيدا        | يوكيه سوغاوارا    | 23 مايو 2020       |
| 20    | 8      | «ميكو إينو تريد السيطرة»伊井野ミコは抑えたい "كاغويا-ساما لا تخاف" かぐや様は怯えない "كاغويا تريد أن يتم فحصها" かぐや様は診られたい                                                                                   | تسويوشي توبيتا   | يوكيه سوغاوارا    | 30 مايو 2020       |
| 21    | 9      | «يو إيشيغامي يغلق عينيه، جزء2»そして石上優は目を閉じた② "كاغويا-ساما تريد أن تلمس" かぐや様は触りたい "كاغويا-ساما لن تقول لا" かぐや様は断らない                                                                       | ريوتا أيكي       | ياسوهيرو ناكانيشي | 6 يونيو 2020       |
| 22    | 10     | «كيه شيروغاني لايمكنها الكلام»白銀圭は話せない "ميوكي شيروغاني يريد الرقص" 白銀御行は踊りたい "كوباتشي أوساراغي تريد إجراء أكثر صرامة" 大仏こばちは取り締まりたい "الأب شيروغاني يريد أن يستجوب" 白銀父は聞き出したい   | تاكايوكي كيكوتشي | يوكيه سوغاوارا    | 13 يونيو 2020      |
| 23    | 11     | «يو إيشيغامي يغلق عينيه، جزء3»そして石上優は目を閉じた③ "ميوكي شيروغاني ويو إيشيغامي" 白銀御行と石上優 "كيوكو أوتومي لم تلاحظ" 大友京子は気づかない                                                                     | سوزوكي موي       | يوكيه سوغاوارا    | 20 يونيو 2020      |
| 24    | 12     | «مجلس الطلبة يريد صورة جماعية»生徒会は撮られたい "مجلس الطلبة يلتقط صورة جماعية" 生徒会は撮らせたい "تشيكا فوجيوارا تريد نفخه" 藤原千花は膨らませたい                                                                   | يوجيرو آبي       | ياسوهيرو ناكانيشي | 27 يونيو 2020      |

## الموسم الثالث
| القصة | الحلقة | العنوان | المخرج                            | الكاتب            | تاريخ العرض الأصلي |
| ----- | ------ | --- | --------------------------------- | ----------------- | ------------------ |
| خاصة  | خاصة   | «يو إيشيغامي يريد التحدث» Ishigami Yū wa Kataritai | أيا إيكيدا                        | ياسوهيرو ناكانيشي | 21 أكتوبر 2021     |
| 25    | 1      | «ميكو إينو تريد السكينة»Iino Miko wa Iyasaretai "كاغويا ساما لم تلاحظ" Kaguya-sama wa Kizukanai "تشيكا فوجيوارا تريد القتال" Fujiwara Chika wa Tatakaitai                                                                           | مامورو هاتاكياما تاكايوكي كيكوتشي | ياسوهيرو ناكانيشي | 9 أبريل 2022       |
| 26    | 2      | «ميوكي شيروغاني يريد التوسط»Shirogane Miyuki wa Torimochitai "كاغويا تريد الاحتيال عليه" Kaguya-sama wa Tsuredashitai "كاغويا تريد الدفاع" Kaguya-sama wa Soshishitai                                                               | ماساكازو أوبارا                   | ياسوهيرو ناكانيشي | 16 أبريل 2022      |
| 27    | 3      | «ناغيسا كاشيواغي تريد قتله»Kashiwagi Nagisa wa Chūshitai "ماكي شيجو تريد التصرف" Shijō Maki wa Nantoka Shitai "ميوكي شيروغاني يريد أن يصدق" Shirogane Miyuki wa Shinjiraretai                                                       | أيا إيكيدا                        | يوكيه سوغاوارا    | 23 أبريل 2022      |
| 28    | 4      | «طلب كاغويا شينوميا المستحيل: "صدفة السنونو" الجزء 1»Shinomiya Kaguya no Muri Nandai "Tsubame no Koyasugai" Hen Ichi "يو إيشيغامي يريد إثبات نفسه" Ishigami Yū wa Kotaetai "تشيكا فوجيوارا تريد البقاء" Fujiwara Chika wa Tomaritai | تسويوشي توبيتا                    | يوكيه سوغاوارا    | 30 أبريل 2022      |
| 29    | 5      | «تشيكا فوجيوارا تريد ضبط الإيقاع»Fujiwara Chika wa Kizamitai "أي هاياساكا تريد التحدث" Hayasaka Ai wa Hanashitai "ماكي شيجو تريد بعض المساعدة" Shijō Maki wa Tayoritai                                                              | تاكايوكي كيكوتشي                  | ياسوهيرو ناكانيشي | 7 مايو 2022        |
| 30    | 6      | «مجلس الطلبة يريد التقدم»Seitokai wa Susumitai "ميوكي شيروغاني يريد جعلها تعترف، الجزء 2" Shirogane Miyuki wa Kokurasetai Ni "ميوكي شيروغاني يريد جعلها تعترف، الجزء 3" Shirogane Miyuki wa Kokurasetai San                         | موتوكي ناكانيشي                   | ياسوهيرو ناكانيشي | 14 مايو 2022       |
| 31    | 7      | «ميكو إينو لا يمكن أن تحب، الجزء 1»Iino Miko wa Aisenai Ichi "نقاش المهرجان الثقافي" Bunkasai o Kataritai "ميوكي شيروغاني يريد جعله ينتفخ" Shirogane Miyuki wa Fukuramasetai                                                        | يوكي واتانابي                     | يوكيه سوغاوارا    | 21 مايو 2022       |
| 32    | 8      | «كي شيروغاني تريد أن تستعرض»Shirogane Kei wa Misetsuketai "حول كاغويا شينوميا، الجزء 2" Shinomiya Kaguya ni Tsuite Ni "كاغويا تريد الإعتراف" Kaguya-sama wa Tsugeritai                                                              | نوبوكاغي كيمورا                   | يوكيه سوغاوارا    | 28 مايو 2022       |
| 33    | 9      | «ربيع السنة الأولى»Ichinensei Haru "مهرجان الثقافة لكاغويا" Kaguya-sama no Bunkasai "مهرجان الثقافة ليو إيشيغامي" Ishigami Yū no Bunkasai                                                                                           | موتوكي ناكانيشي                   | ياسوهيرو ناكانيشي | 4 يونيو 2022       |
| 34    | 10     | «كوزوي ماكيهارا تريد الإستمتاع»Makihara Kozue wa Asobitai "تشيكا فوجيوارا" تريد كشف اللثام Fujiwara Chika wa Abakitai "مهرجان الثقافة لميوكي شيروغاني" Shirogane Miyuki no Bunkasai                                                 | شوتارو كيتامورا                   | ياسوهيرو ناكانيشي | 11 يونيو 2022      |
| 35    | 11     | «ميوكي شيروغاني يريد جعلها تعترف، الجزء 4»Shirogane Miyuki wa Kokurasetai Yon "تسوبامي كوياسو تريد أن ترفضه" Koyasu Tsubame wa Kotowaritai "ميوكي شيروغاني يريد جعلها تعترف، الجزء 5" Shirogane Miyuki wa Kokurasetai Go            | ريوتا أيكيه                       | يوكيه سوغاوارا    | 18 يونيو 2022      |
| 36    | 12     | «كاغويا تريد الإعتراف، الجزء 2»Kaguya-sama wa Tsugeritai Ni "كاغويا تريد الإعتراف، الجزء 3" Kaguya-sama wa Tsugeritai San "إعتراف ثنائي، الجزء 1" "Futatsu no Kokuhaku" Zenpen                                                      | تسويوشي توبيتا                    | ياسوهيرو ناكانيشي | 25 يونيو 2022      |
| 37    | 13     | «إعتراف ثنائي، الجزء 2»"Futatsu no Kokuhaku" Kōhen "احتفال شوتشيين الليلي" Shuchiin wa Matsuri | تاكايوكي كيكوتشي                  | ياسوهيرو ناكانيشي | 25 يونيو 2022      |